# 九九情色论坛
九九情色論壇是一個網絡色情論壇，由中國福建省出身的王勇於2002年創立，網站架設在美國服務器。2004末年中國公安抓捕中國大陸的版主和網站管理員，網站關閉，唯身在美國的站長王勇逍遙法外。

## 歷史
王勇（網名「戲子」），在美華人，19歲時建立「九九情色論壇」，論壇管理體系模仿學校模式。2004年4月開始實行注冊收費，論壇分爲「主論壇」、「買春堂」和「百家故事」三個版塊，分別提供色情片，賣淫信息和色情小説。2004年7月和9月開始收取會員費。
同年9月中國通過《最高人民法院、最高人民檢察院關於辦理利用互聯網、移動通訊終端、聲訊台製作、複製、出版、販賣、傳播淫穢電子信息刑事案件具體應用法律若干問題的解釋 (2004年)》，並依法打擊國内色情網站，九九情色論壇的活躍引起公安部門的關注，由於網站在安徽合肥設有收費賬戶，以安徽公安為主偵調查該論壇，隨後全國搜捕12位犯罪嫌疑人。
站長王勇在九九情色論壇關閉後，在美國繼續經營色情網站，并且整合了大量色情網站建立了阳光娱乐联盟。2011年中美警方聯合執法，美國警方才逮捕了王勇。